# Charo Garaigorta
Charo Garaigorta (1961) es una artista española responsable de Educación y Acción Cultural del Museo de Arte Contemporáneo del País Vasco (ARTIUM).

## Biografía
Entre los años 1979 y 1984 cursó estudios de Bellas Artes en la Universidad del País Vasco (UPV/EHU). De 1986 a 1988 realizó cursos de doctorado en la misma universidad. Se trasladó a posteriori a Nueva York a estudiar con una beca Arte y Educación en el Arte en la Universidad de Columbia.Seguido fue admitida en el programa de estudios AIM Program del Bronx Museum for the Arts en Nueva York. Se interesa y estudia arte y educación entendiendo su papel transformador. A partir de este momento compaginó su práctica artística con su práctica educativa. Ambas se desarrollan en el contexto de la ciudad de Nueva York. En el 2002 regresó al País Vasco para crear el Departamento de Educación de ARTIUM, Museo de Arte Contemporáneo del País Vasco, que dirige hasta la fecha.

### Trayectoria artística
Tras finalizar sus estudios en Columbia University, comenzó a compaginar su trabajo como artista, con el del arte y la educación en el marco de los museos. En el contexto de la ciudad de NYC, ha trabajado en diferentes departamentos de educación en la ciudad de NYC como MoMA, The Children museum of Manhattan, El Museo del Barrio, LTA Solomon Guggenheim Museum, Bronx Museum of the Arts y el Museo de la Universidad Yeshiva.
Ha participado en diferentes proyectos de investigación tanto en Europa como en los Estados Unidos, e impartido cursos, charlas como el CSIC, Tate Modern, School of Visual Arts, Art and Biology Department, Columbia University, Museo Thyssen Bornemisza, etc.
Ha expuesto, en museos, centros de arte y galerías entre otros, en Sala Rekalde (Bilbao), Casa de América (Madrid), Hessel Museum of Art at Bard College, Flesh and Fantasy, Barrie Center for Performing and Visual Arts, Ramapo College, New Jersey .Parker’s Box, Gallery, (NY). Art in General (NYC).The Bronx Museum for the Arts (NY), Centro Cultural São Paulo (Brasil), Museu Contemporânea do Ceará (Fortaleza, Brasil). Galería Antonio Barnola, Barcelona. Galería Vanguardia, Bilbao.  Aquarium de San Sebastián. Gallería La Taller, Bilbao; CDAN Centro de Arte y Naturaleza, Huesca; Hyde Park Art Center, Chicago; Bilboarte, Bilbao. Museo de Bellas Artes de Bilbao.

## Obra
Compagina su práctica artística con proyectos educativos, esta dualidad expande su trabajo más allá del evento artístico, generalmente como elemento de debate, educación o archivo “El arte aterriza antes, después, dentro o fuera de las intenciones del artista o el espacio expositivo”. Sus formatos pueden ser dibujo, animación, escultura o instalaciones, también fanzines de producción, vídeos documentales o springs boards, todos ellos se conciben dentro de ciclos temáticos que pueden durar años.[cita requerida]
Las principales series de la artista son Science is Fiction 2007-2011 (biología y género),Aeropuertos 2001-2019 (un sueño de sociedad),Muro de Maravillas 2015-2016 (compasión, utopía y educación),Roba a Pedro para pagar a Pablo 2017,y El Instituto de los Pasillos Complejos 2020-2024.
Su obra está presente en exposiciones colectivas como: 
- Postcrypt Gallery en la Columbia University, Nueva York (1989).[14]
- Artist in the Market Place en The Bronx Museum of the Arts en Nueva York (1990).[15]
- Confrontaciones en la Galería Vanguardia de Bilbao (1992).[1]
- El puñalito y un puñao, en la Sala de Exposiciones de la Bolsa de Bilbao (1994).[16]
- A Benefit Exhibition en The Bronx Museum of the Arts en Nueva York (1996).[1]
- Art for life, exposición benéfica por el S.I.D.A. en Whitman Walker Society, Washington (1997).[17]
- Art Chicago 2000 en la Galería Antonio de Barnola, Barcelona.[15]
- Good Business is the Best Art: Twenty Years of the Artist in the Market Place Program en The Bronx Museum of the Arts, Nueva York (2000).[15]
- Flesh and Fluids en Center for Curatorial Studies, Bard College, Nueva York.[15]
- Flesh and Fantasy en Barrie Center for Performing and Visual Arts, Ramapo College, New Jersey.[15]
- Entre el deseo y el rapto en la Sala Rekalde de Bilbao,[18]e Instituto Cervantes de Roma, Milán y París (2001).[19]
- Gótico pero Exótico en ARTIUM, Vitoria-Gasteiz (2002).[20]
- VIl Bienal Martínez Guerricabeitia: "Violéncies" en Valencia (2004).[1]

Ha expuesto individualmente en Macy Gallery, Columbia University, Nueva York (1991), Procesos de Trabajo en la Sala Rekalde de Bilbao (1994), Fundación B.B.K. de Bilbao (1996), Centro Cultural Sao Paulo en Sao Paulo, Brasil (1997), Galería Antonio de Barnola en Barcelona (2000), Galería Vanguardia de Bilbao (2001), Museu de Arte Contemporánea do Ceará, Fortaleza, Brasil (2003), La taller (2015),Museo de Bellas Artes de Bilbao (2023).

## Premios y reconocimientos
- 1981 recibió una "Beca del Seminario Cerámico de Sargadelos" y en 1983 otra beca de la Fundación Rodríguez-Acosta y el MEAC de Madrid.[1]
- 1989 Beca de Creación en el Extranjero de la Diputación Foral de Bizkaia, fue a Nueva York donde realizó hasta 1991 un "Master in Arts and Art Education" en la Universidad de Columbia.[1]
- 1995 Beca de creación en el extranjero de la Fundación BBK.[1]
- 1997 Ayuda para la Creación artística de la Diputación Foral de Bizkaia.[1]
- 2021 Exposición ‘SOPLO’.[23]Uno de los cinco proyectos artísticos inspirados en la pandemia expuestos en BilboArte.[24]
- 2007 Para la película Tiem&Fear recibió la beca de Vegap.[25]
- 2023 Premio en la XIII edición de los Premios “Aixe Getxo!” de Artes Plásticas.[26]
- Ha recibido Ayudas a la Producción del Gobierno Vasco para los proyectos, Science is Fiction,[27]Aeropuertos,[15]El Instituto de los Pasillos Complejos.[28]